# 少花柏拉木
少花柏拉木（学名：Blastus pauciflorus）为野牡丹科柏拉木属下的一个种。

## 扩展阅读
維基物種上的相關：少花柏拉木